# ラウンダーズ (映画)
『ラウンダーズ』（Rounders）は、1998年のアメリカ合衆国の青春ドラマ映画。監督はジョン・ダール。ニューヨーク周辺のポーカーを巡る人々の葛藤を、主人公のマイク（マット・デイモン）と彼の親友ワーム（エドワード・ノートン）を中心に描いている。
題名にある「ラウンダー」とはカードゲームで生計を立てている人物を指す。

## ストーリー
ニューヨークのロー・スクールに通うマイクはある日、ポーカーで少しずつ貯めた3万ドルをテディKGBとの対戦で一気に失ってしまう。恋人ジョーの説得もあって、マイクはこれを機にポーカーから足を洗って法律の勉強に専念することを決意する。
しかし、友人でギャンブラーのワームの出所を境にこの決意は崩れ、マイクは闇賭博のポーカーの世界へ引き込まれていく。

## キャスト
マイク・マクダーモット
演 - マット・デイモン、日本語吹替 - 宮本充
主人公。ロー・スクールに通う元ラウンダーの青年。
レスター・"ワーム"・マーフィー
演 - エドワード・ノートン、日本語吹替 - 桐本琢也
マイクの親友。出所したばかりだが借金の返済期限が迫っている。
ジョーイ・キネッシュ
演 - ジョン・タトゥーロ、日本語吹替 - 千田光男
19歳の頃からポーカーで生計を立てていたという歴戦のポーカープレーヤー。
ペトラ
演 - ファムケ・ヤンセン、日本語吹替 - 塩田朋子
マイクの通うポーカールームのマネージャー。
ジョー
演 - グレッチェン・モル、日本語吹替 - 大坂史子
マイクの恋人。賭け事は好きではない。
テディKGB
演 - ジョン・マルコヴィッチ、日本語吹替 - 佐々木梅治
非合法のポーカールームの経営者。ロシアのマフィアと繋がっているという噂。
エイブ・ペトロフスキー
演 - マーティン・ランドー、日本語吹替 - 納谷悟朗
ロー・スクールの教授。マイクに目をかけている。
グランマ
演 - マイケル・リスポリ、日本語吹替 - 天田益男
金貸し。ワームにかなりの貸しがある。

## 製作
プレイヤーの一人として出演しているジョニー・チャンは、プロのポーカー・プレイヤーである。

## 作品の評価
Rotten Tomatoesによれば、81件の評論のうち高評価は64%にあたる52件で、平均点は10点満点中6.2点、批評家の一致した見解は「豊かな雰囲気と色彩豊かな演技で、映画のエンターテインメント性が高まっている。」となっている。
Metacriticによれば、32件の評論のうち、高評価は14件、賛否混在は15件、低評価は3件で、平均点は100点満点中54点となっている。